# Тибле
Тибле (пол. Tyble) — село в Польщі, у гміні Сокольники Верушовського повіту Лодзинського воєводства.
Населення — 453 особи (2011).
У 1975-1998 роках село належало до Каліського воєводства.

## Демографія
Демографічна структура станом на 31 березня 2011 року:
|          | Загалом | Допрацездатний вік | Працездатний вік | Постпрацездатний вік |
| -------- | ------- | ------------------ | ---------------- | -------------------- |
| Чоловіки | 230     | 47                 | 158              | 25                   |
| Жінки    | 223     | 41                 | 129              | 53                   |
| Разом    | 453     | 88                 | 287              | 78                   |